# Jacobitisch drama
Jacobitisch drama is toneel uit het Engels renaissancetheater, geschreven tijdens het bewind van Jacobus I van Engeland. Deze periode (1603–1625) volgde na het elizabethaans drama (of elizabethaans theater) dat eveneens vernoemd werd naar de regerende vorst (1558–1603). De term wordt in de literaire praktijk niet zo strak gehanteerd, want vaak wordt in het Engels drama ook de navolgende regeerperiode met Karel I van Engeland als 'jacobitisch' aangeduid. Aan het Engels renaissancetheater kwam een einde toen Londen aan het begin van de burgeroorlog onder controle kwam van de puriteinse factie en de theaters in 1642 op bevel van Oliver Cromwell werden gesloten. 
De belangrijkste toneelschrijver uit deze periode was - na de dood van William Shakespeare - Ben Jonson. Andere schrijvers van belang in dit genre waren John Webster, Thomas Middleton en John Ford. De wraaktragedie, geïnspireerd op Seneca's stukken en in Engeland geïntroduceerd door Thomas Kyd, kende in deze periode veel succes. Ook toneelstukken met Spaanse mantel-en degen-drama's als voorbeeld maakten opgang. Vaak speelde de actie zich dan wel af in een Italiaanse setting. 